# یشایاهو لیبوویتس
یشایاهو لیبوویتس (عبری: ישעיהו ליבוביץ‎؛ ۲۹ ژانویهٔ ۱۹۰۳ – ۱۸ اوت ۱۹۹۴) روشنفکر عمومی یهودی اسرائیلی، و استاد زیست شیمی، شیمی آلی و نوروفیزیولوژی در دانشگاه عبری اورشلیم و همه‌چیزدانی بود که به دلیل نظریات صریح الهجه اش در خصوص یهودیت، اخلاق، دین و سیاست شناخته می‌شود.  وی همچنین برنده جوایزی همچون جایزه اسرائیل شده است. او از جمله دانشمندان و علمای صهیونیست شناخته شده‌ای بابت احتمال دادن به نابودی اسرائیل محسوب می شد و در این باره گفته بود: شادی که پس از جنگ شش روزه در سال ۱۹۶۷ رخ داد شاهد چرخش تاریک تری در پیش بود. امروز در سال ۱۹۶۸ هشدار می دهم که این جشن از کشور، تنها ناسیونالیسم غرورآمیز و فزاینده ساخته و آن را به ناسیونالیسم افراطی مسیحایی می رساند. چنین احساسات افراطی، خنثی کردن پروژه اسرائیل است که منجر به وحشیگری و در نهایت پایان صهیونیسم می شود.«این پایان اکنون از آنچه بسیاری از اسرائیلی ها می خواهند اعتراف کنند نزدیک تر است!»